# Jan Savery
Jan Savery (o Hans Savery il Giovane) (Haarlem, 1589 – Utrecht, 7 agosto 1654) è stato un pittore olandese.

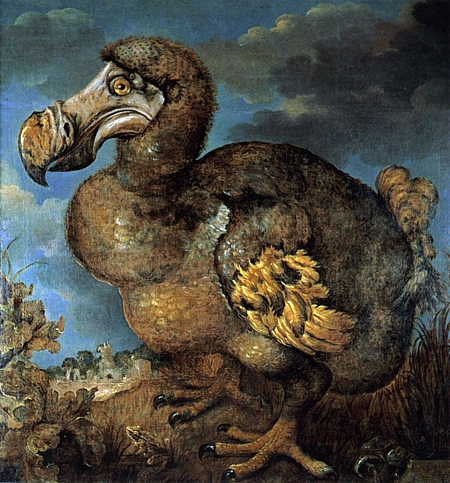
Dodo

Meglio conosciuto con il nome Jan, in riferimento alla sua opera più celebre, firmò le sue opere anche con il nome Hans, entrambi derivanti da Johannes.

## Biografia
Jan era il figlio di Jacob Savery e nipote di Hans Savery il Vecchio e Roelant Savery, tutti e tre nati a Kortrijk e poi trasferiti ad Haarlem tra il 1584 ed il 1586. Fu allievo dello zio Roelant, che accompagnò alla Corte Reale di Praga prima del 1613, assistette ad Utrecht dal 1619 e di cui proseguì il lavoro sino al 1639.
Jan è principalmente conosciuto per il suo disegno di un dodo ora conservato dal Museo di Storia Naturale dell'Università di Oxford. Lo zio Roelant fu probabilmente l'autore dei disegni originali cui si ispirò Jan per il dipinto del dodo.